# John Egerton (vicomte Alford)
John Hume Egerton, vicomte Alford (15 octobre 1812 - 3 janvier 1851) est un député conservateur britannique de la famille Egerton.

## Biographie

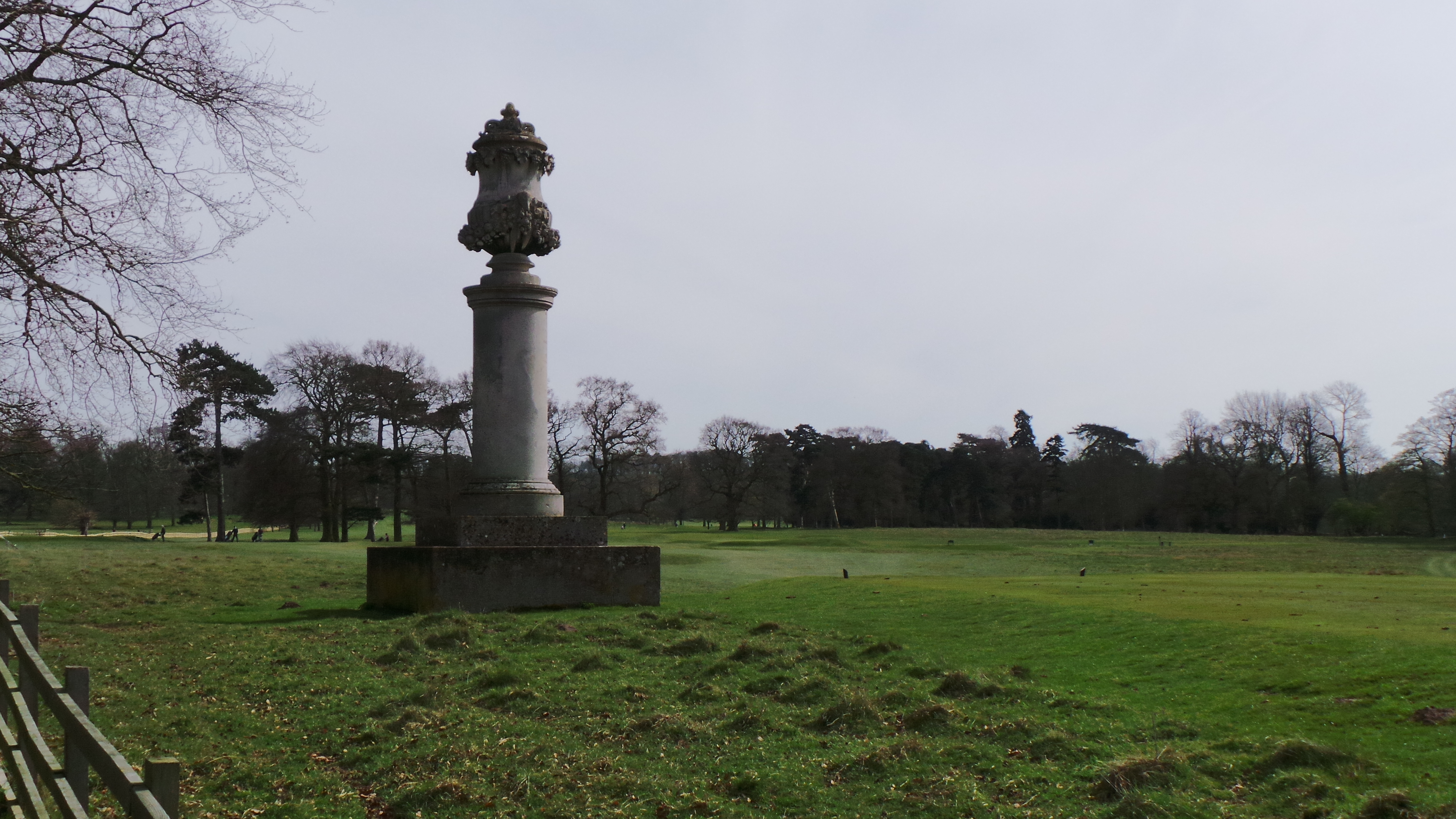
Monument au vicomte Alford érigé par son père dans le parc de Belton House, Lincolnshire.

Né John Hume Cust, il est le fils aîné de John Cust (1er comte Brownlow) et de sa première épouse Sophia Hume, fille de Abraham Hume (2e baronnet) et de Amelia Egerton, arrière-petite-fille de John Egerton (3e comte de Bridgewater). Il porte le titre de courtoisie de vicomte Alford à la création de son père comte en 1815. Alford fait ses études au Collège d'Eton et au Magdalene College de Cambridge. En 1835, il est élu à la Chambre des communes pour le Bedfordshire, siège qu'il occupe jusqu'à sa mort en 1851.
En 1849, Alford prend par licence royale le nom de famille d'Egerton au lieu de son patronyme, en héritant des immenses domaines de Bridgewater par sa mère. Il rejoint l'Association de Canterbury le 17 juin 1848 et en reste membre jusqu'à sa mort.
Lord Alford épouse Marianne Margaret Compton, fille de Spencer Compton (2e marquis de Northampton), en 1841. Il meurt en janvier 1851, à seulement 38 ans. Son fils aîné, John William Spencer Brownlow Egerton-Cust, succède à son grand-père comme comte de Brownlow en 1853. Son deuxième fils, Adelbert Brownlow-Cust (3e comte Brownlow), devient plus tard ministre du gouvernement.